# Адријан Зељковић
Адријан Зељковић (19. август 2002) је словеначки фудбалер који игра на позицији везног играча.

## Каријера
Зељковић је током младих година играо за словеначке фудбалске клубове Жалец, Марибор, Шампион и Цеље. Професионалну каријеру започео је у Олимпији из Љубљане, затим играо у ФК Табор Сежана, а од јула 2023. године је играч Спартака из Трнаве, са којим је потписао четворогодишњи уговор.
За Словенију играо је у млађим селекцијама, а прву утакмицу за репрезентацију Словеније одиграо је у јануару 2024. године, на мечу против Сједињених Америчких Држава.